# Kim Bong-soo
Kim Bong-soo (en coreano: 김봉수; Gunsan, Corea del Sur; 4 de diciembre de 1970) es un exfutbolista y entrenador de fútbol de Corea del Sur que jugaba en la posición de guardameta. Actualmente es el entrenador de porteros de Indonesia.

## Carrera

### Club
| Periodo   | Club                   |
| --------- | ---------------------- |
| 1992–1999 | LG Cheetahs            |
| 2000      | Ulsan Hyundai Horang-i |

### Selección nacional
Jugó para Corea del Sur en 15 ocasiones de 1988 a 1998, participó en dos ediciones de la Copa Asiática y en los Juegos Olímpicos de Barcelona 1992.